# Molnár János (református lelkész)
Sepsi-nagy-baczoni Molnár János (Koronka, 1824 – Brassó, 1916. június 14.) református lelkész.

## Életútja
Molnár András gazdatiszt és Pávai Vajna Ráhel fia. A marosvásárhelyi főiskolában tanult, ahol a jogi és teológiai tanfolyamokat is végezte. Ezután az V. és VI. gimnáziumi osztályokban köztanító volt. A marosvásárhelyi, székelyudvarhelyi, nagyenyedi és kolozsvári kollégiumokban bölcseleti, teológiai és természettudományi úgynevezett egyetemi vizsgálatot tett. 1850 elején a brassói református egyházközség hívta meg lelkészének, ahol 43 évi szolgálata után 1892-ben nyugalomba vonult. Évi 400 forint fizetést kapott. 1857-ben Vajda Simonnal együtt alapították 1857-ben az első brassói magyar intézetet, a magyar könyvolvasó egyletet, 1859-ben pedig az egyházi népkönyvtárat hozta létre. 1863-ban alapította a magyar dalárdát, 1879-ben a magyar protestáns jótékony nőegyletet. Ő építtette Brassó református templomát (ezt 1963-ban a kommunista hatalom parancsára szállodaépítkezés miatt lerombolták). 1916-ban hunyt el Vár utcai lakásában, temetése napját városi gyásznappá nyilvánították.
Történelmi cikkeket írt a Brassóba (1887-88) és a brassói naptárakba; a Magyarságban (1890. 25. sz. Néhány brassói népmonda).

## Emlékezete
Brassóban a templom mögötti utcát őróla nevezték el.

## Munkái
- A törcsvári uradalom jogi állapotáról. Brassó, 1872. (A Brassóváros által kiadott nyomtatvány ellenében Csángó álnévvel. A Nemerében jelent meg, mely később kibővítve a Hétfalusiak által ügyvédük toldásával ellátva és ennek neve alatt «Czáfolat» cz. külön füzetben is kinyomatott).
- A brassói magyarság és ev. ref. egyház története. Kiadta a brassói ev. ref. egyház-tanács. Brassó, 1887.